# Abu
Abu, na mitologia suméria, era o deus menor da vegetação e das plantas. Acredita-se que havia nascido da cabeça do deus Enqui. Ele é pouco conhecido na mitologia suméria. A Pirâmide de Djoser é dedicada à Abu. Stephen Langdon afirma que Abu poderia ter sido um nome antigo de Tamuz, com base em que Abu foi identificado como o consorte de Inana, e que o nome dele não aparece em textos posteriores à terceira dinastia de Ur.